# Nordisk Elektricitets Selskab
Nordisk Elektricitets Selskab ofte forkortet N.E.S. var et dansk firma, der producerede elartikler. Det var grundlagt 1908 og fusionerede tres år senere med Lauritz Knudsen under navnet LK-NES.
Virksomheden blev grundlagt i 1908 som et lille værksted i Mikkel Bryggers Gade af en grovsmed, H.F. Jensen, og en urmager ved navn Jacobsen. De døbte firmaet Moderne Mekanik. Året efter flyttede de til Vesterbrogade 80. I 1913 købte Oscar Ekman part i firmaet, der samtidig flyttede til et Ellebjerggade/Trekronergade 157 (nu Strømmen) i Valby og ændrede navnet til Nordisk Elektricitets Selskab. Firmaets nye bygninger var tegnet af Valdemar H. Hammer.
Ekmann blev eneindehaver af firmaet den 1. september 1913, hvor han fortsatte med at lave N.E.S. strygejern, og i 1927 udvidede han produktionen med lave lampefatninger og vejarmaturer. Senere fulgte produktion af stikkontakter, marinedåser, knivafbrydere og tavlemateriale.
I 1968 blev NES overtaget af LK. Ved den tid var mellem 800 og 1200 mennesker beskæftiget på NES.
NES havde helt fra grundlæggelsen indkøbt eksemplarer af konkurrenters elektriske produkter på europæisk plan, undersøgt og gemt dem til inspiration. Men efter overtagelsen var der ikke behov for denne samling, og den blev derfor destrueret efter ordre fra en underdirektør på LK, som ikke var bevidst om, at samlingen kunne have været interessant for Danmarks Tekniske Museum.
I 1976 blev fabrikken i Valby lukket.